# Israel en los Juegos Olímpicos de Melbourne 1956
Israel estuvo representado en los Juegos Olímpicos de Melbourne 1956 por tres deportistas, dos hombres y una mujer, que compitieron en tres deportes.
El portador de la bandera en la ceremonia de apertura fue el saltador Yoav Raanan. El equipo olímpico israelí no obtuvo ninguna medalla en estos Juegos.